# 클리퍼드 커즌

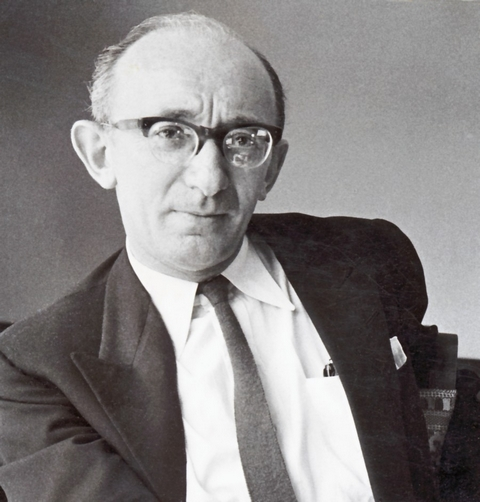
클리퍼드 커즌 (1960년)

클리퍼드 커즌 경(Sir Clifford Curzon, CBE, 1907년 5월 18일 ~ 1982년 9월 1일)은 영국의 피아노 연주자이다. 솔로몬 커트너와 함께 현대 영국을 대표하는 피아노 연주자로 꼽힌다.
런던에서 태어나 왕립음악원(RAM)을 졸업했다. 졸업 후 왕립음악원의 조교수직을 맡았으나 곧 독일 베를린으로 유학, 완다 란도프스카(Wanda Landowska)와 나디아 불랑제에게 교육을 받았다. 그 뒤 유럽과 미국을 오가며 연주하였으며, 녹음도 활발히 해 여러 연주가 음반으로 남아 있다.
동료 어머니의 유산 덕분에 그는 2년 동안 베를린으로 이주하여 슈나벨과 함께 공부할 수 있었다. 그 후 그는 파리에서 란도프스카와 불랑제와 함께 공부했다. 커즌은 자신의 피아니스트 스타일이 슈나벨과 란도프스카의 사례에 많은 영향을 받았다고 생각했다. 그는 서로를 싫어하고 음악적 미학이 정반대라고 말했지만 슈나벨에게서 프레이징을 배웠고 란도프스카에게서 기술의 정확성을 배웠다.
커즌은 솔리스트로서 경력을 쌓아 영국에서의 빈번한 콘서트 외에도 그는 영국 문화원의 후원으로 1936년과 1938년에 유럽을 순회했으며, 1939년 미국 데뷔를 했고, 제2차 세계 대전 이후 수년 동안 정기적으로 돌아왔다. 스타 솔리스트로서의 초기에 커즌은 그의 후기 경력에서 그와 관련된 레퍼토리보다 더 낭만적이고 기교적인 레퍼토리를 연주했다. 당시 기성 피아니스트들은 일반적으로 커즌이 주목을 받았던 파데레프스키, 당디, 딜리어스와 같은 작곡가들의 협주곡 작품을 무시했다. 전쟁 중 시간 부족으로 인해 그는 아람 하차투리안의 피아노 협주곡의 영국 초연을 맡을 수 없었지만, 벤저민 브리튼과의 우정으로 인해 두 연주자는 합동 연주회를 가졌다.
커즌은 매우 자기 비판적인 연주자였으며 1937년에 데카 녹음 회사에 계약하여 경력 내내 함께 지냈지만 스튜디오에서는 거의 편하지 않았으며 자신이 느낀 녹음의 출시를 자주 거부했다.

## 서훈
- 1958년 대영 제국 훈장 3등급(CBE) 수훈[10]
- 1977년 기사작위(Knight Bachelor) 서임[11]

## 참고 문헌